# Israels distrikt

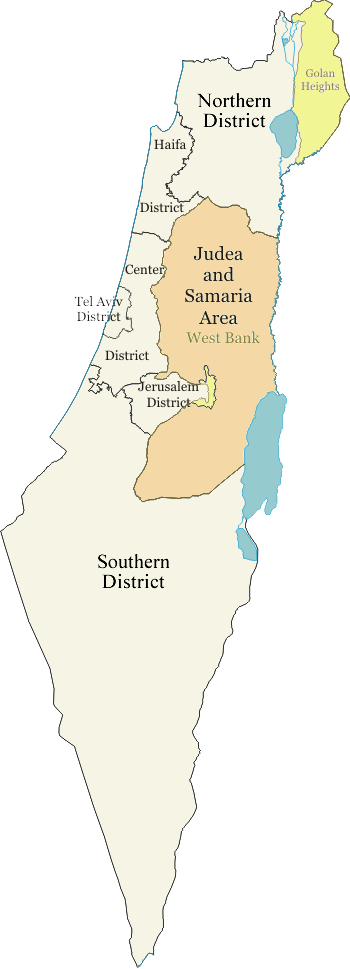
Israels administrativa indelning

Israel (engelska: State of Israel, hebreiska: Medīnat Yisrā'el) är administrativt indelat i 6 områden.
Officiellt är nationen indelad i 6 distrikt (pluralis: mehozof, singularis: mahoz), dessa indelas i 15 underdistrikt (pluralis: nafot, singularis: nafa). Underdistrikten  är ytterligare indelade i olika underområden (bland annat städer, lokalråd och regionalråd).
Ett sjunde distrikt utgörs av Judeen och Samariendistriktet (Ezor Yehuda VeShomron) som geografiskt täcker den ockuperade Västbanken förutom Östra Jerusalem. Detta omstridda område som Israels gör anspråk på är inte medräknat här.

## Distrikt
| nr  | område                                   | huvudort      | yta (km²) | underdelningar |
| --- | ---------------------------------------- | ------------- | --------- | -------------- |
| 1   | Norra distriktet (Meḥoz Ha Tzafon)       | Nasaret Illit | 4 473     | 93             |
| 2   | Haifadistriktet (Mehoz Heifa)            | Haifa         | 866       | 29             |
| 3   | Centrala distriktet (Meḥoz Ha Merkaz)    | Ramle         | 1 294     | 52             |
| 4   | Tel Avivdistriktet (Mehoz Tel Aviv)      | Tel Aviv      | 172       | 12             |
| 5   | Jerusalemdistriktet (Mehoz Yerushalayim) | Jerusalem     | 653       | 6              |
| 6   | Södra distriktet (Mehoz Ha Darom)        | Be'er Sheva   | 14 185    | 38             |
| (7) |                                          |               |           |                |